# Ydstebøhamn
Ydstebøhamn ou Ystabøhamn est le centre administratif de la municipalité de Kvitsøy dans le comté de Rogaland, en Norvège.

## Description
Le village est situé sur la rive sud de l'île de Kvitsøy. Le village possède un quai de ferry qui reçoit des ferries réguliers de la ville de Skudeneshavn sur l'île de Karmøy à travers le Boknafjordau nord, et vers le village de Mekjarvik dans la municipalité de Randaberg à travers le Kvitsøyfjorden sur le continent au sud. Le tunnel sous-marin Rogfast prévu reliera Kvitsøy au continent au nord et au sud dans le cadre de l'objectif du gouvernement de fournir la route européenne 39 sans ferry le long de la côte ouest de la Norvège.
Plus de 70 % de la population municipale vit dans le village.
Le village est un important port de pêche, notamment axé sur les coquillages. Le phare de Kvitsøy se trouve au sommet d'une petite colline à l'extrémité nord-ouest du village.